# Can Quesi
Can Quesi és una obra de Sant Feliu de Pallerols (Garrotxa) inclosa a l'Inventari del Patrimoni Arquitectònic de Catalunya.

## Descripció
Edifici civil format per diferents cossos de proporció petita, el més antic dels quals té un portal amb llinda de pedra i un balcó a sobre, amb les cantonades també de pedra.
Al costat dret hi ha una eixida amb un pou i a sota hi ha una font.
La casa té diferents detalls de pedra adossats per Ramon Quesi (contractista).
El material emprat és pobre.

## Història
És una de les cases més antigues del poble.